# الهادي ولد علي
الهادي ولد علي هو رجل إداري وسياسي جزائري من مواليد 1966م بقرية أقني إسعد الواقعة ببلدية عين الحمام التابعة لولاية تيزي وزو، وسط الجزائر.

## السيرة
حصل على شهادة البكالوريا سنة 1985 والتحق بكلية الطب في جامعة مولود معمري.